# Stadspartij 100% voor Groningen
De Stadspartij 100% voor Groningen is een lokale politieke partij in de gemeente Groningen. De partij is aangesloten bij de VPPG, de Vereniging voor Plaatselijke Politieke Groeperingen.
De partij werd enige maanden voor de gemeenteraadsverkiezingen van 2002 opgericht. In deze periode kwam in heel Nederland een nieuw type lokale partij op, vaak met het voorvoegsel 'Leefbaar'. De Stadspartij Groningen vertoonde gemeenschappelijke kenmerken met deze 'Leefbaar-beweging'. Zij ageerde tegen de politiek van het Groninger College van B&W dat zich te weinig aan zou trekken van de burgers. Daarom koos zij als symbool een (luisterend) oor en legde zich toe op het verbeteren van inspraak. 
Bij de verkiezingen van 2002 waren kandidaten voor de Stadspartij onder meer Fleur Woudstra, Geert Spieker en Johan Meijering. De partij behaalde twee van de 39 zetels in de raad. Bij de daaropvolgende verkiezingen behaalde de partij respectievelijk 2 (2006), 5 (2010) en 3 (2014) zetels.
Bij de herindelingsverkiezingen van 2018 nam de partij deel onder de naam Stadspartij voor Stad en Ommeland en behaalde 2 zetels.
In aanloop naar de Nederlandse gemeenteraadsverkiezingen 2022 fuseerde de Stadspartij samen met 100% Groningen en de Sportpartij tot de Stadspartij 100% voor Groningen. Amrut Sijbolts werd lijsttrekker en de partij behaalde vier zetels.

## Zetels
Hieronder staat het aantal zetels dat de Stadspartij 100% voor Groningen of voorlopers daarvan haalden tijdens de gemeenteraadsverkiezingen in de gemeente Groningen sinds 2002.
|      | #      | Zetels |
| ---- | ------ | ------ |
| 2002 | -      | 2      |
| 2006 | 5.415  | 2      |
| 2010 | 10.077 | 5      |
| 2014 | 7.238  | 3      |
| 2018 | 4.237  | 2      |
| 2022 | 9.689  | 4      |